# Wilson Bombarda
Wilson Bombarda (Lins, 7 de outubro de 1930) é um jogador de basquete brasileiro (Vice-Campeão Mundial de Basquete). Ele competiu no torneio masculino nos Jogos Olímpicos de Verão de 1956.